# توماس فرنسيس ماركهام
توماس فرنسيس ماركهام (بالإنجليزية: Thomas Francis Markham)‏ هو كاهن كاثوليكي أمريكي، ولد في 22 مارس 1891 في لوويل في الولايات المتحدة، وتوفي في 9 يوليو 1952.